# Haemoproteus
Genre
Haemoproteus est un genre de la famille des Haemoproteidae, parasites sanguins.

## Liste d'espèces
Selon NCBI (5 mars 2019) :
- Haemoproteus anatolicum Orkun & Guven 2013
- Haemoproteus antigonis de Mello, 1935
- Haemoproteus archilochus Coatney & West 1938
- Haemoproteus attenuatus Valkiunas, 1989
- Haemoproteus balmorali
- Haemoproteus belopolskyi
- Haemoproteus catharti Greiner, Feydnich, Webb, DeVault & Rhodes 2011
- Haemoproteus caucasica Krasilnikov, 1965
- Haemoproteus chelodinae
- Haemoproteus columbae
- Haemoproteus danilewskyii
- Haemoproteus elani
- Haemoproteus enucleator
- Haemoproteus erythrogravidus Mantilla & al. 2016
- Haemoproteus fringillae
- Haemoproteus gavrilovi Valkiunas & Iezhova, 1990
- Haemoproteus hirundinis (Sergent & Sergent, 1905)
- Haemoproteus homobelopolskyi Iezhova, Dodge, Sehgal, Smith & Valkiunas 2011
- Haemoproteus homopalloris Chagas & al. 2018
- Haemoproteus ilanpapernai Karadjian & Landau, 2014
- Haemoproteus iwa Work & Rameyer 1996
- Haemoproteus jenniae Levin, Valkiunas, Iezhova, O'Brien & Parker 2012
- Haemoproteus kopki
- Haemoproteus lanii
- Haemoproteus macrovacuolatus
- Haemoproteus magnus
- Haemoproteus majoris
- Haemoproteus manwelli Bennett, 1978
- Haemoproteus mesnili (Bouet 1909) Wenyon 1926
- Haemoproteus micronuclearis Iezhova, Dodge, Sehgal, Smith & Valkiunas 2011
- Haemoproteus minchini Haemoproteus (Parahaemoproteus) minchini Chavatte, Okumura & Landau 2017
- Haemoproteus minutus
- Haemoproteus motacillae Bennett & Perice 1990
- Haemoproteus multipigmentatus Valkiunas & al. 2012
- Haemoproteus multivolutinus Valkiunas, Iezhova, Evans, Carlson, Martinez-Gomez & Sehgal 2013
- Haemoproteus noctuae Celli & Sanfelice, 1891
- Haemoproteus nucleocondensus Krizanauskiene & al. 2012
- Haemoproteus nucleofascialis Iezhova, Dodge, Sehgal, Smith & Valkiunas 2011
- Haemoproteus pallidulus Krizanauskiene & al. 2010
- Haemoproteus pallidus
- Haemoproteus palloris Dimitrov & al. 2016
- Haemoproteus parabelopolskyi Valkiunas & al. 2007
- Haemoproteus paramultipigmentatus Valkiunas, Iezhova, Evans, Carlson, Martinez-Gomez & Sehgal 2013
- Haemoproteus paranucleophilus Iezhova, Dodge, Sehgal, Smith & Valkiunas 2011
- Haemoproteus paraortalidum Ferreira-Junior & al. 2018
- Haemoproteus paruli
- Haemoproteus pastoris Mello, 1935
- Haemoproteus payevskyi
- Haemoproteus picae
- Haemoproteus plataleae de Mello, 1935
- Haemoproteus ptyodactylii
- Haemoproteus sacharovi Novy & MacNeal, 1904
- Haemoproteus sanguinis
- Haemoproteus sylvae
- Haemoproteus syrnii
- Haemoproteus tartakovskyi Haemoproteus tartakovsky
- Haemoproteus turtur
- Haemoproteus vacuolatus
- Haemoproteus witti White, Bennett & Williams, 1979

De très nombreuses espèces autres ont été décrites, comme :
- Haemoproteus prognei
- Haemoproteus sittae